# Janówka (Łódź-est)
Pour les articles homonymes, voir Janówka.
Janówka (prononciation [ jaˈnufka]) est un village de la gmina d'Andrespol, du powiat de Łódź-est, dans la voïvodie de Łódź, situé dans le centre de la Pologne.
Il se situe à environ 4 kilomètres au nord-est d'Andrespol (siège de la gmina) et 16 kilomètres à l'est de Łódź (siège du powiat et capitale de la voïvodie).
Sa population s'élevait à 937 habitants en 2013.

## Administration
De 1975 à 1998, le village était attaché administrativement à l'ancienne voïvodie de Łódź.

Depuis 1999, il fait partie de la nouvelle voïvodie de Łódź.